# 国立遺伝学研究所

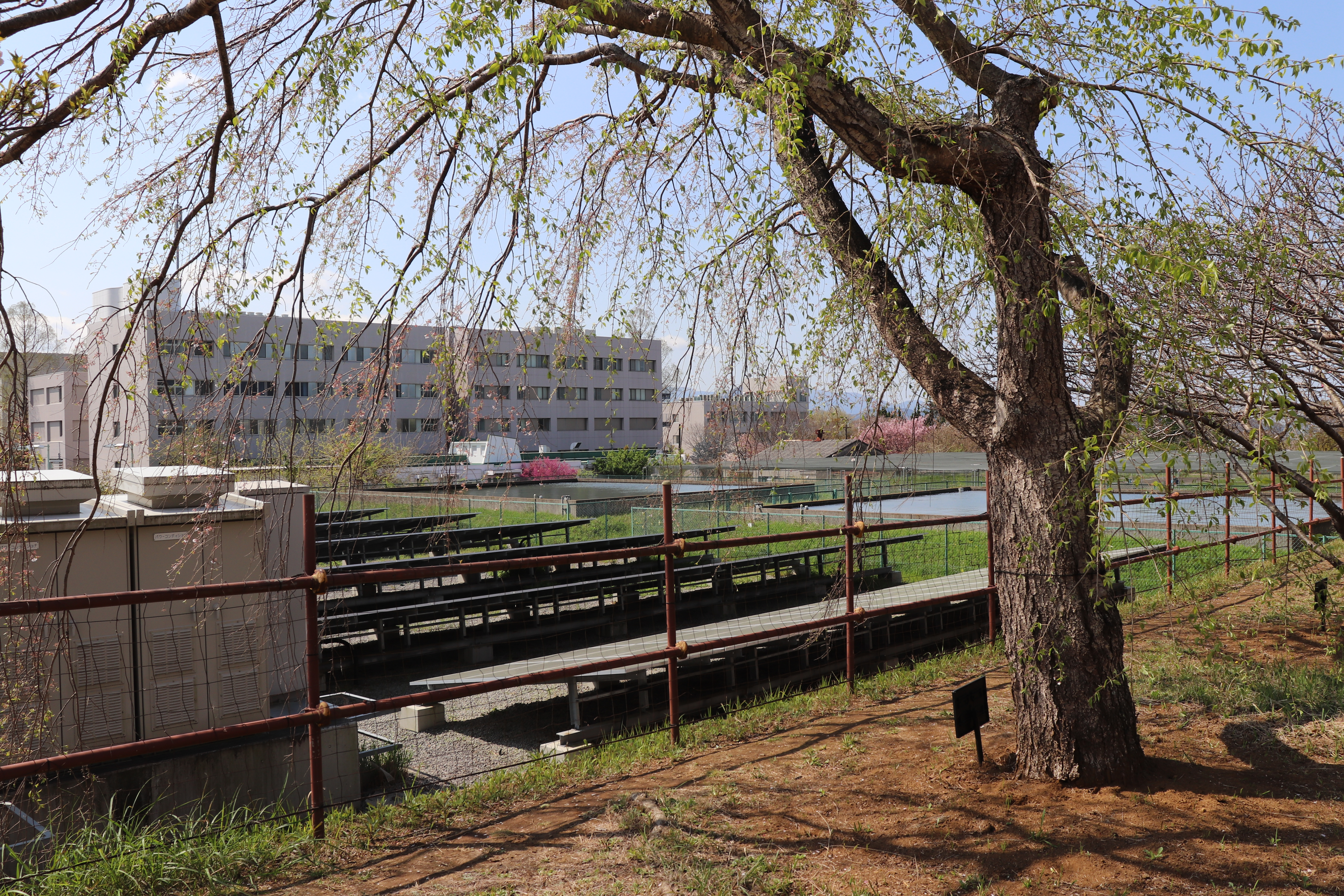
国立遺伝学研究所構内の一重彼岸枝垂（2023年4月）

国立遺伝学研究所（こくりついでんがくけんきゅうしょ、英：National Institute of Genetics）は、遺伝学や生命科学の研究所で、情報・システム研究機構を構成する大学共同利用機関の一つ。静岡県三島市に所在する。総合研究大学院大学先端学術院遺伝学コースがあり、大学院教育も行われている。遺伝学研究所内に日本遺伝学会事務局が置かれている。

## 概要
国立遺伝学研究所は、遺伝学の基礎とその応用に関する総合的研究を行い、生命科学分野における中核研究機関として国際水準の先端的研究に取り組んでいる。また、生命科学を支える中核拠点として、ナショナルバイオリソースプロジェクト事業、日本DNAデータバンク（DDBJ）事業、DNAシーケンシング事業を行っている。
具体的な例としては、1950年代から日本の研究者が世界各地から集めた稲野生種を多数保管・栽培しており、栽培種の起源探求のほか、病害や塩害に強い品種改良（ゲノム編集を含む）を研究している。
研究所の敷地内には研究用として約200種類の桜の木が植えられており、市民から桜の名所として親しまれている。桜のシーズンの毎年4月に行われる一般公開は多くの人でにぎわう。

## 研究の内容
大腸菌からヒトまで、また、分子レベルから生物集団レベルまで、さらには、理論から実験まで、遺伝学に関わる幅広い分野で研究を行う。分子進化の分野では中立進化説を提唱した木村資生や「ほぼ中立説」を提唱した太田朋子らが中心になって理論研究を進めた。
国立遺伝学研究所に付置されているDDBJでは塩基配列データベースのDDBJ/EMBL/GenBankやDRA（DDBJ Sequence Read Archive）をはじめ様々な研究ツールを無償で提供し、米国と欧州を中心とした国際協力機構の一翼を担ってきた。

## 沿革
- 1949年 文部省所轄研究所として国立遺伝学研究所設置
- 1949年 小熊捍が初代所長に就任
- 1955年 木原均が第2代所長に就任
- 1969年 森脇大五郎が第3代所長に就任
- 1975年 田島彌太郎が第4代所長に就任
- 1983年 松永英が第5代所長に就任
- 1984年 大学共同利用機関に改組
- 1989年 富澤純一が第6代所長に就任
- 1997年 堀田凱樹が第7代所長に就任
- 2004年 大学共同利用機関法人 情報・システム研究機構 国立遺伝学研究所設置
- 2004年 小原雄治が第8代所長に就任
- 2012年 桂勲が第9代所長に就任
- 2018年 花岡文雄が第10代所長に就任
- 2024年 近藤滋が第11代所長に就任

## ギャラリー
研究所構内に咲く桜

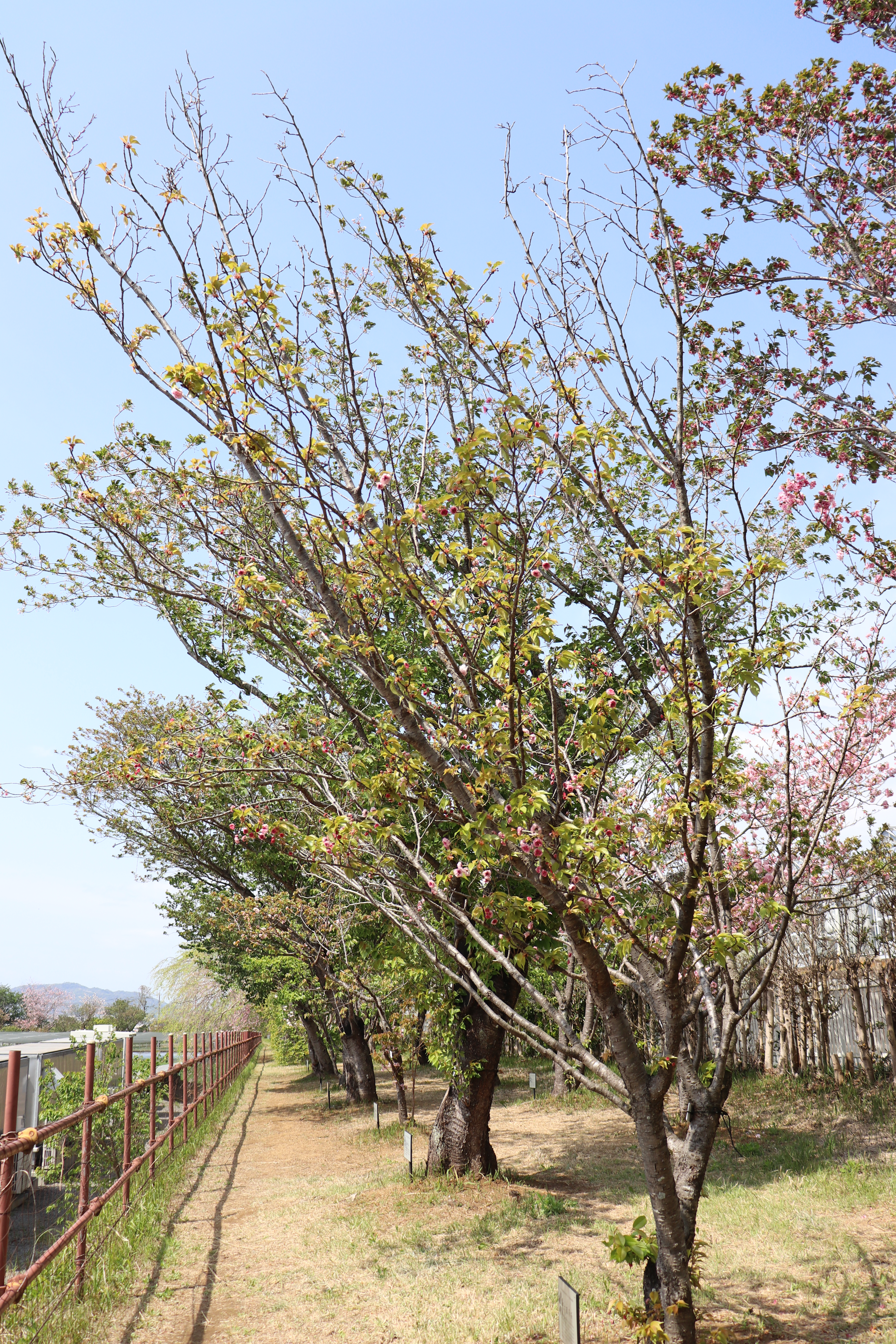
兼六園菊桜
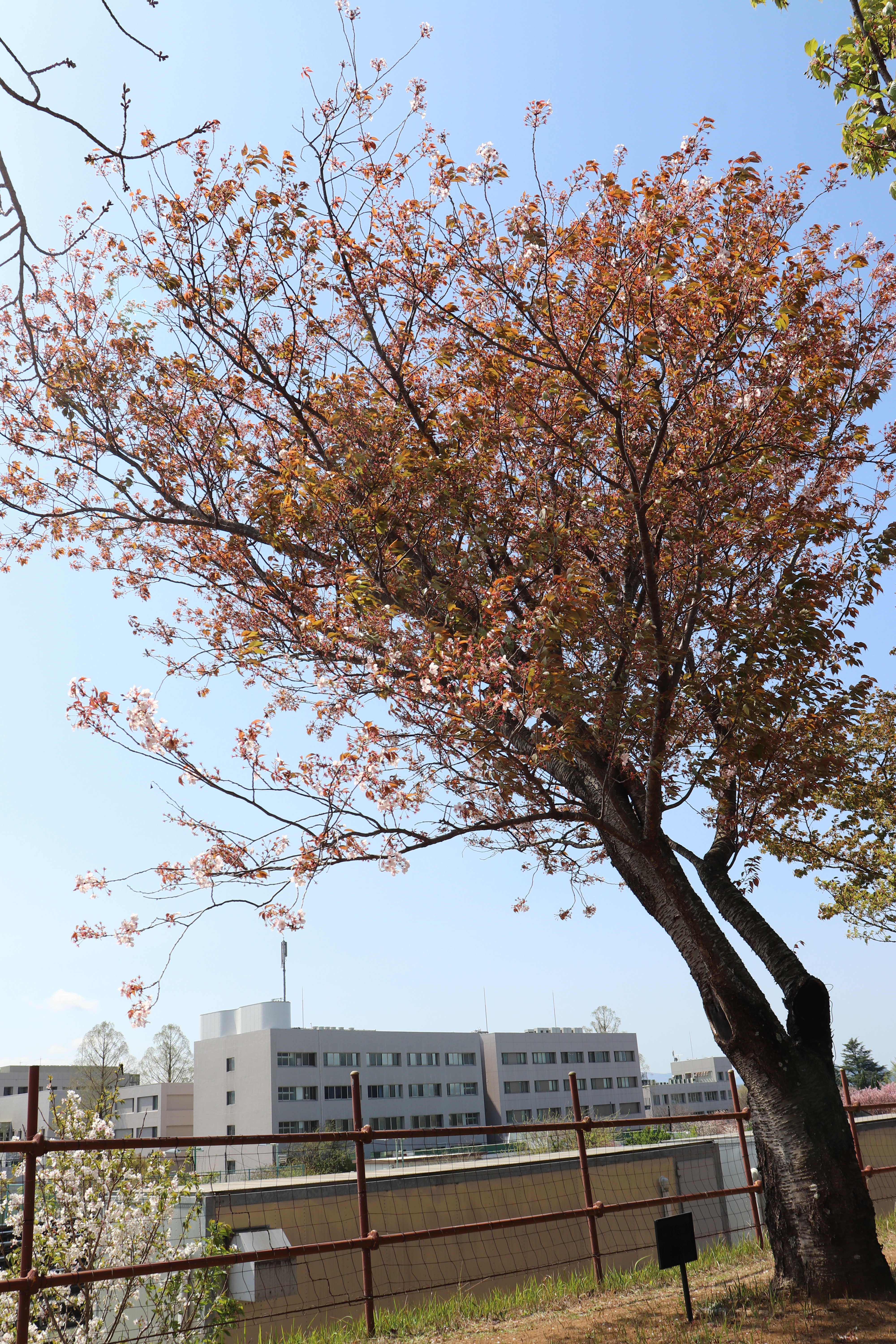
仙台屋
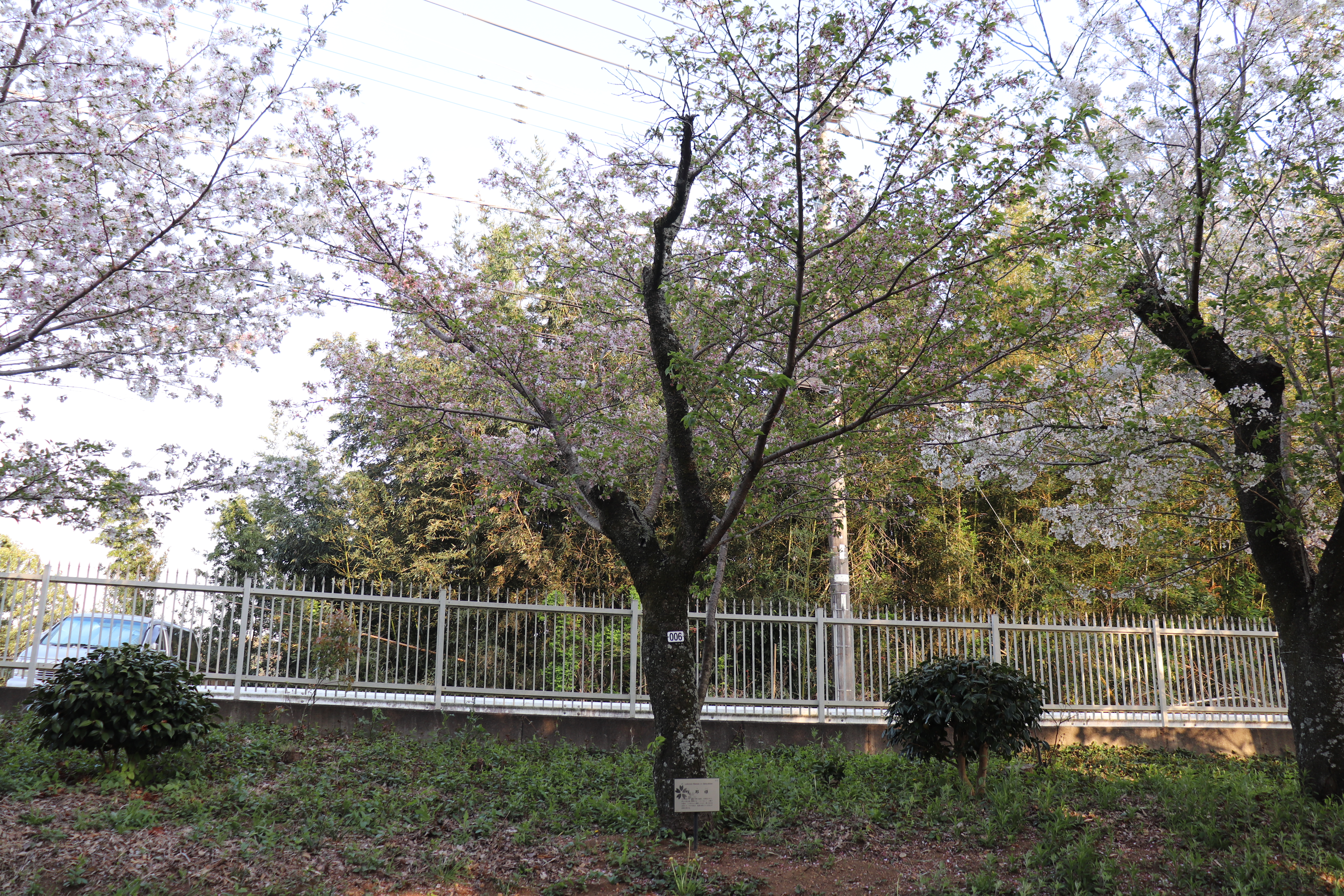
咲耶姫